# Hogna medellina
Hogna medellina là một loài nhện trong họ Lycosidae.
Loài này thuộc chi Hogna. Hogna medellina được Embrik Strand miêu tả năm 1914.